# Augusta (stacja kolejowa)
Augusta (włoski: Stazione di Augusta) – stacja kolejowa w Augusta, w prowincji Syrakuzy, w regionie Sycylia, we Włoszech.

## Historia
Stacja została wybudowana w czasie budowy linii kolejowej między Katanią i Syrakuzami. Stacja została wybudowana na płaskiej powierzchni na północnych obrzeżach miasta Augusta, w pobliżu starego basenu solankowego, u podnóża gór Tauro. Została otwarta 19 stycznia 1871 w tym samym czasie, kiedy otwarto dla ruchu ostatni odcinek 57,8 km linii między Lentini i Syrakuzami. Aby dotrzeć do miasta kolei musiał przejść przez pętlę kilka kilometrów, które znacznie zwiększają odległość między dwoma miastami. Stacja wkrótce miał dobry przepływ ruchu pasażerskiego i sprawiedliwy przepływ towarów związanych z działalności rolniczą, solą i portem wojennym. W przeddzień Operacji Husky, poniosła znaczne szkody w bombardowaniu zarówno lotniczym i marynarki wojennej, ale została częściowo reaktywowana w 1944 roku.
Po II wojnie światowej rozpoczęła się na obszarze na południe od stacji, rozwój portu i budowa pierwszych zakładów petrochemicznych, rafinerii ropy naftowej grupy Rasiom Moratti, założonej w 1949 roku. Później stacja przeszła reorganizację torów i elektryfikację. Wzrosła liczba pociągów podmiejskich do i z Syrakuz.